# 나노
나노(nano, 기호: n)는 10억 분의 1을 의미하는 SI 접두어이다. 주로 미터법과 함께 사용되는 이 접두사는 10−9 또는 0.000000001의 인수를 나타낸다. 과학 및 일렉트로닉스 분야에서 시간 및 길이의 단위 앞에 자주 사용된다.
이 접두사는 "난쟁이"를 뜻하는 그리스어 νᾶνος(라틴어 nanus)에서 유래했다. 국제 도량형 총회(CGPM)는 1960년에 나노의 표준 접두어 사용을 공식적으로 승인했다.
측정 단위가 아닌 다른 것의 접두사로 사용될 때(예를 들어 "나노과학"과 같은 단어에서), 나노는 나노 기술을 의미하거나 "나노미터 규모"(나노 규모)를 의미한다.
| 접두어           | 접두어 | 10의 거듭제곱 | 십진법      | 채택 |
| 이름             | 기호   | 10의 거듭제곱 | 십진법      | 채택 |
| ---------------- | ------ | ------------- | ----------- | ---- |
| 퀘타 (quetta)    | Q      | 1030          | 1000        | 2022 |
| 론나 (ronna)     | R      | 1027          | 1000        | 2022 |
| 요타 (yotta)     | Y      | 1024          | 1000        | 1991 |
| 제타 (zetta)     | Z      | 1021          | 1000        | 1991 |
| 엑사 (exa)       | E      | 1018          | 1000        | 1975 |
| 페타 (peta)      | P      | 1015          | 1000        | 1975 |
| 테라 (tera)      | T      | 1012          | 1000        | 1960 |
| 기가 (giga)      | G      | 109           | 1000        | 1960 |
| 메가 (mega)      | M      | 106           | 1000        | 1873 |
| 킬로 (kilo)      | k      | 103           | 1000        | 1795 |
| 헥토 (hecto)     | h      | 102           | 100         | 1795 |
| 데카 (deca)      | da     | 101           | 10          | 1795 |
| —                | —      | 100           | 1           | —    |
| 데시 (deci)      | d      | 10−1          | 0.1         | 1795 |
| 센티 (centi)     | c      | 10−2          | 0.01        | 1795 |
| 밀리 (milli)     | m      | 10−3          | 0.001       | 1795 |
| 마이크로 (micro) | μ      | 10−6          | 0.000001    | 1873 |
| 나노 (nano)      | n      | 10−9          | 0.000000001 | 1960 |
| 피코 (pico)      | p      | 10−12         | 0.000000001 | 1960 |
| 펨토 (femto)     | f      | 10−15         | 0.000000001 | 1964 |
| 아토 (atto)      | a      | 10−18         | 0.000000001 | 1964 |
| 젭토 (zepto)     | z      | 10−21         | 0.000000001 | 1991 |
| 욕토 (yocto)     | y      | 10−24         | 0.000000001 | 1991 |
| 론토 (ronto)     | r      | 10−27         | 0.000000001 | 2022 |
| 퀙토 (quecto)    | q      | 10−30         | 0.000000001 | 2022 |
| 참고 1.          |        |               |             |      |

## 나노미터
나노미터(영국 영어: nanometre, 미국 영어: nanometer, 단위: nm)는 미터의 십억분의 일에 해당하는 길이의 단위다. 1나노미터는 10-9m다.
X선은 0.01 nm에서 10 nm까지의 파장을 갖는다.
금 원자 세 개를 일렬로 늘어놓으면 약 1나노미터(nm) 길이이다.
인간의 손톱은 초당 약 1나노미터씩 자란다.

## 나노초
나노초(nanosecond, ns)는 10억 분의 1초를 가리키는 말이다.
국제 단위계(SI)에서 10억 분의 1초, 즉 1/1 000 000 000초 또는 10-9초에 해당하는 시간 단위이다.
이 용어는 SI 단위(예: 나노그램, 나노미터 등)의 10억 번째 약수를 나타내는 SI 접두사 nano-와 SI의 기본 시간 단위인 second를 결합한 것이다.
1나노초는 1,000피코초 또는 1/1,000마이크로초와 같다. 10-8에서 10-7초 사이의 시간 단위는 일반적으로 수십 또는 수백 나노초로 표시된다.
이 세분성의 시간 단위는 통신, 펄스 레이저 및 전자 관련 측면에서 일반적으로 발견된다.
1나노초(ns)는 공기 중에서 빛이 30 cm를 이동하거나 광섬유에서 20 cm를 이동하는 데 필요한 시간과 거의 같다.

## 같이 보기
- RKM 코드